# 胡建中
胡建中（1962年9月—），男，湖南人，中华人民共和国政治人物、外交官。

## 生平
1987年，任北京外交人员服务局财务处会计。1988年，任北戴河外交人员宾馆财务部副经理。1991年，任驻刚果共和国大使馆随员，后升三等秘书。1995年，任外交部财务司三等秘书，后升副处长、处长和副司长。2008年，任外交部财务司司长。2013年，任外交部驻香港特派员公署副特派员。2018年3月，任满离职。